# CryoSat
CryoSat est un satellite d'observation de la Terre développé par l'Agence spatiale européenne (ESA) dans le cadre de son   programme Living Planet. L'objectif de la mission est d'étudier les glaces polaires et leur évolution afin de fournir des données pour les études menées sur le changement climatique de la Terre. Après un premier échec au lancement en 2005, un deuxième exemplaire a été construit et placé en orbite en 2010. Il a entamé une mission d'une durée initiale de 3 ans. L'instrument principal du satellite est un radar altimétrique chargé de mesurer la superficie et l'épaisseur des glaces. Le satellite était toujours opérationnel 10 ans après son lancement.

## Historique

### Cryosat-1
Le lancement de Cryosat-1 a lieu le 8 octobre 2005 à 15h02 TU, depuis le cosmodrome de Plessetsk en Russie. Le satellite devait être placé en orbite par le lanceur russe Rockot, de la société Eurockot mais à la suite de l'échec de la séquence d'extinction du deuxième étage et de séparation avec le troisième étage, la mise en orbite échoue et le satellite retombe dans l'océan Arctique près du pôle Nord. Le coût de la mission était de 136 millions d'euros.

### Poursuite du programme avec CryoSat-2
À la suite de l'échec du lancement l'ESA étudie la construction d'un deuxième exemplaire CryoSat-2 compte tenu des enjeux attachés à la mission. Le nouveau satellite peut être disponible en 3 ans, contre 5 ans pour le premier exemplaire. L'ESA envisage comme alternative d'embarquer les instruments de CryoSat à bord d'autres satellites d'observation. Finalement, lors de la conférence ministérielle de l'ESA, qui se tient à Berlin, les 5 et 6 décembre 2005 et qui doit voter le budget du programme d'Observation de la Terre, la décision est prise de construire un nouvel exemplaire de Cryosat. Cryosat-2 est lancé depuis le cosmodrome de Baïkonour par une fusée Dnepr, le 8 avril 2010 à 15 h 57 CEST.

## Caractéristiques du satellite
CryoSat mesure 4,6 mètres de long, 2,34 de large et 2,2 mètres de haut, pour une masse totale de 669 kilogrammes (incluant 36 kg de carburant). Compact, il ne comporte aucune partie mobile (ainsi ses panneaux solaires sont fixes), ce qui permet de réduire les couts et lui assure une grande inertie et stabilité indispensables pour son radar altimétrique SIRAL.  Il circule sur une orbite polaire circulaire à 717 kilomètres d'altitude, avec une inclinaison de 92 degrés, ce qui lui permet d’observer des zones situées aux hautes latitudes, jusqu’à 88°. Contrairement à la plupart des satellites d'observation il n'est pas placé sur une orbite héliosynchrone ce qui crée des contraintes thermiques inhabituelles (toutes les parties du satellite sont tour à tour exposées au Soleil ou à l'ombre) et entrainent des éclipses fréquentes. La durée initiale de la mission  de 3 ans est précédée d'une période de 6 mois consacrée à la qualification et à l'étalonnage. Astrium  assure la maîtrise d’œuvre du satellite Cryosat-2. Le site industriel allemand d'Astrium à Friedrichshafen est responsable de la plateforme ainsi que de l'intégration des instruments du satellite. 

### Instruments de CryoSat

#### SIRAL
SIRAL (SAR Interferometer Radar ALtimeter) est l'instrument principal du satellite CryoSat, un radar en mode interférométrique qui émet une série d’impulsions d’ondes radar très courtes de 50 microsecondes. Cet instrument doit lui permettre de mesurer les changements d'épaisseur de la glace sur une année, avec une précision de l'ordre de 2  à   5 cm, pour l'océan Arctique. Pour l'Antarctique, la précision devait être de l'ordre de 2 mm. L'instrument SIRAL est développé par Thales Alenia Space, à Toulouse.

#### DORIS
DORIS est un instrument qui permet de déterminer avec une très grande précision à la fois la trajectoire du satellite et la localisation au sol.

## Résultats d'exploitation
Les premiers résultats d'exploitation ont été restitués lors de la conférence Living Planet de l'ESA qui s'est déroulée du 28 juin au 2 juillet 2010 à Bergen, Norvège. Il a été nécessaire de procéder à une meilleure circularisation de l'orbite en utilisant une petite quantité des réserves d'ergols, sans impact sur la durée de vie du satellite. Les premiers produits d'exploitation seront fournis aux utilisateurs en octobre 2010 à la fin de la recette du satellite.